# Von morgens bis mitternachts
Von morgens bis mitternachts ist ein expressionistisches Bühnenstück von Georg Kaiser. Es ist 1912 entstanden und wurde am 28. April 1917 in München uraufgeführt.

## Inhalt
Eine Dame betritt die Bank in einer kleinen Stadt, um Geld abzuheben, die Auszahlung wird ihr jedoch verweigert. Eine flüchtige Berührung durch die Dame veranlasst den Kassierer, eine soeben eingegangene Zahlung von 60.000 Mark zu veruntreuen. Er sucht die Dame im Hotel auf, um mit ihr ins Ausland zu fliehen. Diese lehnt entsetzt ab und der Kassierer weiß nicht mehr, was er jetzt mit dem Geld tun soll. Auf einem Friedhof hält er ein kurzes Zwiegespräch mit einem Skelett. Er geht nach Hause, doch die Tristheit des Alltags bedrückt ihn so sehr, dass er in eine Großstadt (wahrscheinlich Berlin) fährt. Er besucht das Sechstagerennen im Berliner Sportpalast, setzt eine so hohe Siegprämie aus, dass die Ränge zu einem tobenden Mob werden. Erst der Auftritt des „Kaisers“ bringt die Leute zur Ruhe. Ein junges Mädchen fragt den Kassierer, ob er nicht den „Kriegsruf“ kaufen möchte. Er beschimpft sie. Von dem Publikum gelangweilt, verlässt er den Sportpalast, und verbringt den Abend in einem Ballhaus. Er verlässt das Lokal, geht zu einem Versammlungsraum der Heilsarmee und gesteht dort die Unterschlagung des Geldes. Er wird von dem Mädchen, das er beschimpft hatte, belauscht und an die Polizei verraten. Als die Polizei ihn verhaften will, erschießt er sich.

## Aufbau des Dramas
Von morgens bis mitternachts hat die dramatische Form eines Stationendramas. Das Stück ist in zwei Teile gegliedert. Innerhalb dieser zwei Teile folgen verschiedene, in sich geschlossene Szenen aufeinander. Das entspricht der Definition eines Stationendramas, wobei es sich um eine lockere Folge einzelner Bilder handelt, die untereinander ausgetauscht werden können (vgl. Szene Sportpalast und Ballhaus). Das Stück hat daher keine Exposition. Der Zuschauer erhält vielmehr im Verlauf der Handlung immer mehr Einblick in das Wesen des Protagonisten. Die Nebenpersonen bleiben anonym, sie sind auf ihre Funktion für den Fortgang und die Zuspitzung der Handlung reduziert.
Es handelt sich bei dem Stück allerdings insofern nicht um ein typisches Beispiel des Stationendramas, da gewisse Bilder in einem linearen Kontext stehen. Der Selbstmord des Kassierers muss am Schluss der Handlung geschehen, ebenso wie der Diebstahl des Geldes zu Beginn. Die lokalen Gegebenheiten setzten voraus, dass es zwei Ereignisorte gibt. Durch diese zwei Spielorte bricht Kaiser mit der aristotelischen Einheit des Ortes, jedoch bleibt der Autor bei der Einheit der Zeit, alle Vorfälle finden innerhalb eines Tages statt, wie der Titel besagt. Ein weiterer Bruch mit der aristotelischen Konzeption ist die offene Struktur des Stückes, bilden die Weimarer Szenen doch einen dreiaktigen Aufbau, die Szenen in der Bank beschreiben den Alltag des Kassierers und haben die Funktion einer Exposition. Die Berliner Szenen hingegen sind eine Folge von Stationen, aus denen sich Motivation des Kassierers für seinen Selbstmord erklären.

## Kern- und Gelenkstellen
Durch die Form des Stationendramas ist die Bestimmung einer Kernstelle nicht möglich. Die Bilder gewähren dem Zuschauer nacheinander immer mehr Einblick in den Gedankengang des Kassierers. Jedoch gibt es für den Protagonisten wesentliche persönliche Entwicklungen, die als Gelenkstellen fungieren. Zu Beginn der Handlung bricht der Kassierer aus der Alltagssituation aus, in dem er das Geld veruntreut und das Schicksal damit in eigenverantwortlicher Weise bestimmt. Eine weitere Gelenkstelle ist der Monolog mit dem Skelett, in dem vorzeitig auf das Ende hingewiesen wird. Die Motivation des Kassierers zu seinen Handlungen ist in dieser Szene zu finden, denn er ist auf der Suche nach Glück. Der Kassierer setzt mit dem Vermögen das persönliche Glücksgefühl gleich. Deswegen werden die weiteren Bilder wichtig, um den Suizid verständlich zu machen. Der Zuschauer erfährt, dass der Kassierer sein Glück trotz Reichtum nicht findet, da er nicht in diese Gesellschaft gehört. Er sitzt jetzt zwischen zwei Stühlen: In seine Arbeiterklasse gibt es kein Zurück mehr, da er seine Souveränität verloren hat, für die Oberschicht jedoch bringt er nicht die nötige Arroganz auf. Die Wirklichkeit ist mit seinem Traum nicht zu vereinbaren. Seinen Irrtum einsehend, möchte er sich mit der Beichte reinwaschen, wird aber verraten und sieht den einzigen Ausweg im Suizid.

## Hörspiele
- 1926: Von Morgens bis Mitternacht. Funk-Stunde Berlin. Regie: Alfred Braun.
- 1928: Von Morgens bis Mitternacht. Stück in zwei Teilen. Südwestdeutscher Rundfunkdienst AG. Regie: Ben Spanier.
- 1953: Von morgens bis mitternachts. Radio Bremen. Bearbeitung: Oskar Wessel, Regie: Karl Peter Biltz.
- 1973: Von morgens bis mitternachts. Rundfunk der DDR. Komposition: Reiner Bredemeyer, Regie: Joachim Staritz.

## Verfilmung
- Von morgens bis mitternachts (Film)

## Mappenwerk
- Bernhard Kretzschmar (1889–1972): Acht Lithographien zu Von morgens bis mitternachts. Rudolf Kämmerer Verlag, Dresden 1920
- (Gudrun Schmidt, Werkverzeichnis der Druckgrafik Bernhard Kretzschmar 1914 bis 1969, Berlin 1980, L 21-29)